# Estrabó
|  | Per a altres significats, vegeu «Estrabó (desambiguació)». |

Estrabó (grec antic: Στράβων)  (Amasia, c. 63 aC - Amasia, 21 dC ↔ 24 dC) va ser un geògraf i escriptor grec nascut a Amasia a mitjans del segle I aC vers 62 aC, mort cap a l'any 20 dC.
Molt viatger, va recórrer totes les terres de l'Ecumene. Conservem una gran part de la seva obra mestra, Geografia, en 17 volums, on relata tant la situació geogràfica com aspectes humans.

## Biografia

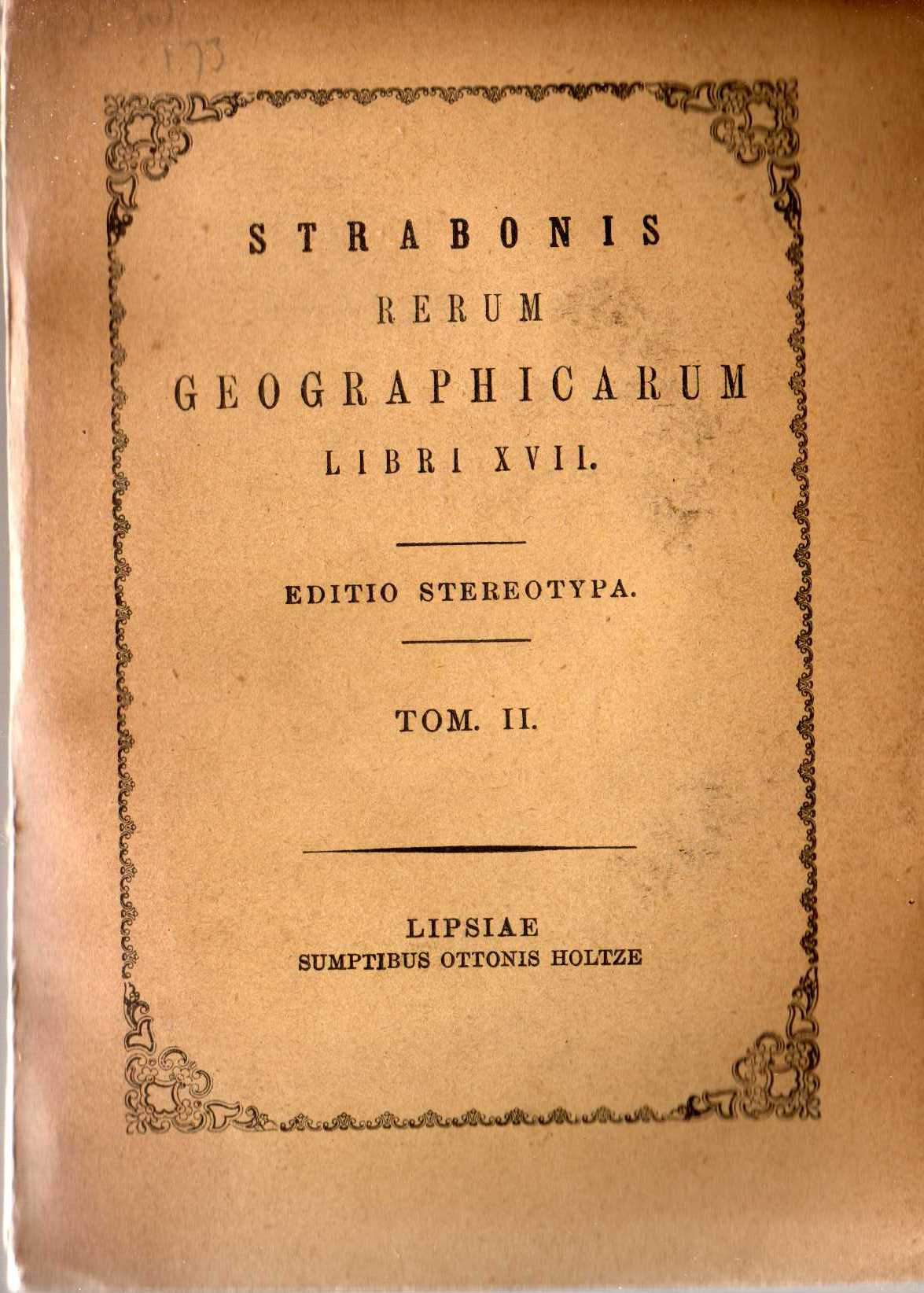
Geografia d'Estrabó

Descendia per part de la seva mare d'una família grega notable, en la qual va figurar el seu avi Moafernes, que es va separar de Mitridates VI Eupator i va negociar pel seu compte amb Lucul·le. Va estudiar a Nisa del Meandre, on va tenir per mestres el retòric i gramàtic Aristodem el Jove, el filòsof peripatètic Xenarc de Selèucia, i Tirannió d'Amisos. Va completar la seva instrucció amb llargs viatges per Grècia, Itàlia i Egipte; i va conèixer altres llocs mitjançant relats de viatgers de la seva època. Amb les seves mateixes experiències i els relats compilats, va escriure una Geografia dividida en 17 llibres (pràcticament tots conservats) dels quals el III està dedicat a la península Ibèrica. En les seves descripcions, dona preferència al clima, produccions, moralitat, usos, costums, religió, institucions, etc. Durant la descripció de les Gàl·lies, esmenta sovint els grecs Hiparc, Eratòstenes, Polibi i Homer, i Juli Cèsar. 

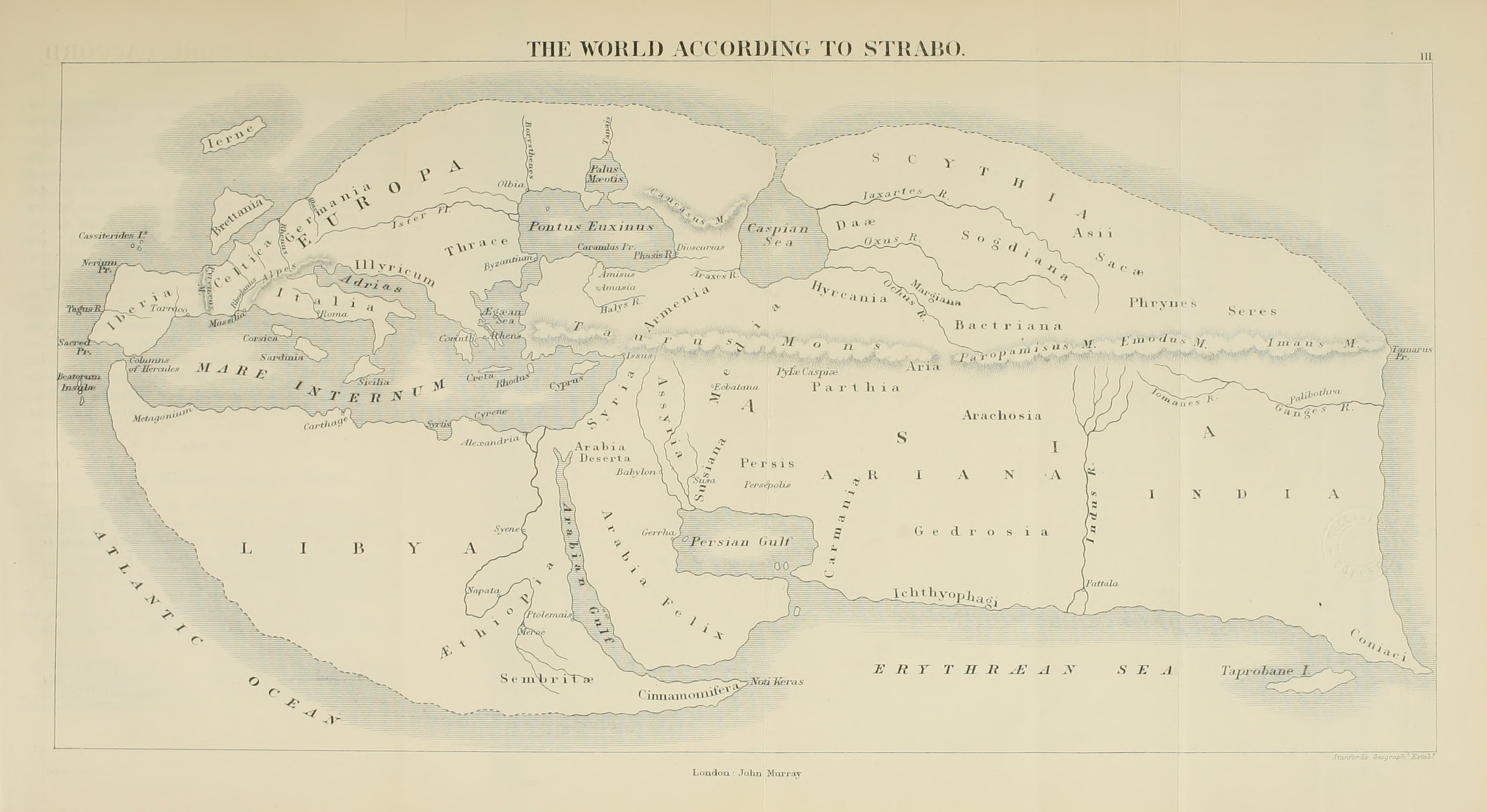
El món segons Estrabó

Estrabó va poder obtenir les seves dades sobre la Hispània Citerior de Marc Vipsani Agripa († 12 aC), que com a comandant de la flota romana havia pres part en les Guerres càntabres, i també de l'historiador grec Timàgenes, nascut a Alexandria i traslladat a Roma el 55 aC (primer com a presoner de guerra, però que després, ja lliure, va obrir-hi una escola de retòrica).
Obres
Geographica del qual el pla general és
- Llibres I - II: justificació teòrica, de les fonts i defensa d'Homer.
- Llibres III - X: geografia d'Europa (destaquen els tres llibres dedicats a Grècia, el llibre III està dedicat a Ibèria).[2]
- Llibres XI - XIV: geografia d'Àsia Menor.
- Llibres XV - XVI: geografia de l'Orient.
- Llibres XVII: geografia d'Àfrica (Líbia i Egipte).

Va escriure també una extensa obra històrica per complementar Polibi, però s'ha perdut gairebé del tot.